# 2017年越南APEC峰會
亚太经合组织第二十五次领导人非正式会议（英語：The 25th APEC Economic Leaders' Meeting），簡稱英語：、2017年越南APEC峰会，本届会议正值亚洲太平洋经济合作组织成立25周年之际，是第26届亚太经合组织领导人年度会议，于2017年11月10日至11日在越南峴港市举行，会议主持为越南社會主義共和國主席陳大光。

## 標誌

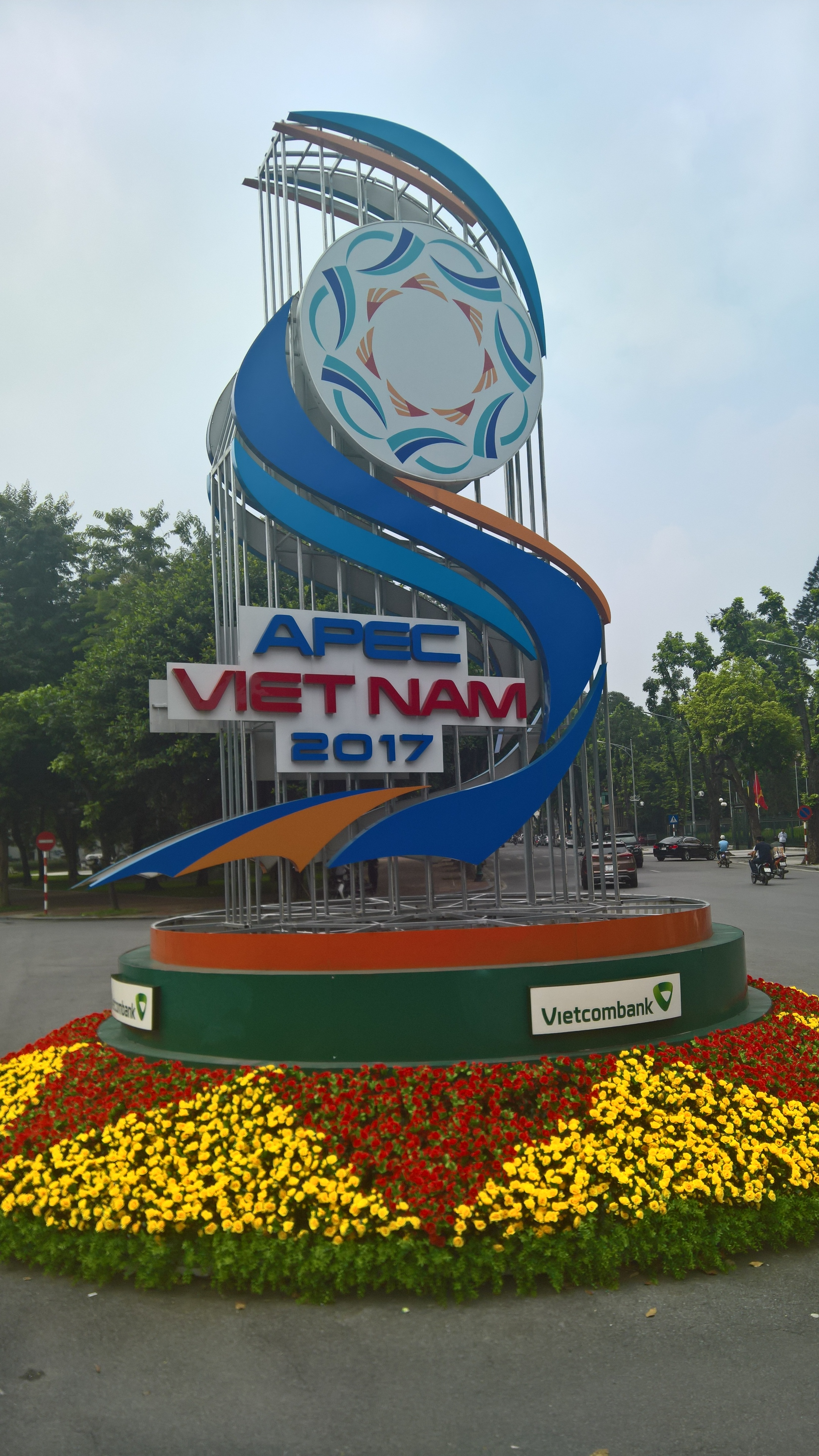
会议標誌

越南文化體育觀光部和2017年APEC全國委員會透過美術、攝影和展覽會，於2016年3月至4月4日舉辦了2017年APEC越南峰會標誌的設計競賽，標誌以「2017年APEC越南」為主題，凸顯越南文化，也代表2017年APEC峰會的五大精神，即活力、創造力、行動、團結及運動。共計收到了來自越南20個省市中92名候選人提交的234份提案。
獲獎標誌於2017年1月公布，由越南品牌代理商Mark＆B Vietnam設計，標誌描繪了槳和Lạc鳥的風格化圖像，並融合古老的東山文化。此外，標誌中間的圓形圖案代表著「動態的APEC」。

## 外部連結
维基共享资源上的相關多媒體資源：APEC Vietnam 2017
- 2017越南APREC峰會官方網站[永久]

| 前任者： 2016年秘魯APEC峰會 | APEC峰會 2017 | 繼任者： 2018年巴布亞紐幾內亞APEC峰會 |